# Amor y Rabia
Amor y Rabia es una revista cultural que nació como portavoz del Grupo Anarquista Amor y Rabia, surgido a mediados del año 1995 en Valladolid.
El colectivo editorial fue heredero del Grupo Despertar Libertario (formado en septiembre de 1991), que estuvo integrado en la FIJL (a partir de abril de 1992) hasta su desaparición a finales de 1994. El primer número se publicó el 30 de diciembre de 1995; en su primera época se publicaron un total de 65 números, el último de los cuales salió en la primavera/verano de 2003. Tanto por su duración y su amplia difusión (toda la península, así como suscripciones en Europa como por su creciente profesionalización puede ser considerada una de las publicaciones anarquistas de referencia de los años 90. 
Pepe Rivas, fundador de la revista Ajoblanco, hace referencia a ella en su biografía.
A principios de 2013 se creó el Blog "Revista Amor y Rabia", y a comienzos de julio se publicó el primer número de la segunda etapa, esta vez de manera digital y gratuita.

## Números publicados

### Primera época, 1995-2003
- Nr. 1 (30 de diciembre de 1995) Minas, los asesinos ocultos.
- Nr. 2 (6 de febrero de 1996) Ruanda, un genocidio a través del mercado (1ª parte: De la colonización al hundimiento de la economía). Otros artículos: "A propósito del difunto François Miterrand". "La poesía de César Vallejo". "El principio del epílogo" (Fernando Fernán Gómez).
- Nr. 3 (24 de febrero de 1996) Elecciones. Cómics de El Roto, Carlos Giménez, Ivá, Quino, Lusmore ...
- Nr. 4 (15 de marzo de 1996) Kronstadt 1921-1996. 75 Aniversario de la revolución traicionada
- Nr. 5 (29 de marzo de 1996) El anarquismo ruso (1903-1921) La cara oculta de la revolución del 17 (Resumen del libro Los anarquistas Rusos de Paul Ávrich)
- Nr. 6 (2 de abril de 1996) Opus Dei, la Santa Mafia El poder del Opus Dei
- Nr. 7 (20 de abril de 1996) Ocupaciones Evolución histórica del problema de la vivienda
- Nr. 8 (29 de abril de 1996) El origen del Primero de de Mayo Chicago 1886, la justicia burguesa contra el anarcosindicalismo
- Nr. 9 (4 de mayo de 1996) El fascismo ¿ ...que viene? Evolución del extrema derecha desde 1975. Del puño y la rosa ... ¿a la esvástica? (O el resurgir del fascismo)
- Nr. 10 (7 de mayo de 1996) Carlas desde la cárcel
- Nr. 11 (Mayo de 1996) Educación, una tortura moderna
- Nr. 12 (18 de mayo de 1996) Cómo seria una sociedad anarquista Entrevistas con Chomsky y CappeUetti ("Sobre la sociedad libertaria", conversación con Noam Chomsky, publicada originalmente en la revista anarquista Black Rose; "El futuro del anarquismo", conversación con Ángel Cappelletti, publicada en el periódico El Nacional de México, 1992).
- Nr. 13 (31 de mayo de 1996) Cambio climático El efecto invernadero y sus consecuencias
- Nr. 14 (4 de junio de 1996) Conexión Hamburguesa Las selvas tropicales y la sociedad de las hamburguesas (James D.Nations y Daniel I.Komer).
- Nr. 15 (8 de junio de 1996) Contra el automóvil (Agustín Garda Calvo),
- Nr. 16 (11 de junio de 1996) Contra el amor (Artículos "Contra el amor", de Carla Fabretti, y "La buena química", de Anastasia Toufexis).
- Nr. 17 (4 de julio de 1996) Cómo funciona el capitalismo Cómic basado en el texto "El mercado", de Edgard Bellamy (dibujado por Carlos Giménez)
- Nr. 18 (15 de julio de 1996) Ruanda (2) Un genocidio a través del mercado (2ª parte: La preparación del genocidio por la plutocracia) Otros artículos: "Vegetarianismo y anarquismo", "La poesía de César Vallejo (2ªparte)", "Sobre la Iglesia y el dinero" (Gonzalo Puente Ojea), "La lucha por la Utopía" (Hebe de Bonafini), "Una nueva visión del clítoris" (Luis Elberdin).
- Nr. 19 (19 de julio de 1996) 1871, la Comuna de París 125 Aniversario (Cómic)
- Nr. 20 (26 de julio de 1996) Cárceles Informe dramático sobre las cárceles en el Estado español (Amaia Eraunzetamurgil Beitia)
- Nr. 21 (7 de agosto de 1996) El gran engaño del sida artículos: "Qué se oculta en la batalla contra el sida?" (Pau Pons), "Sida: el gran engaño" (Resumen de un informe elaborado por las Juventudes Libertarias y el Sindicato de Oficios Varios de CNT de Benissa (Alicante), febrero de 1995)
- Nr. 22 (31 de agosto de 1996) La conquista del pan (piotr Kropotkin).
- Nr. 23 (7 de septiembre de 1996. Ucrania (1917-1921)) La Majnóvschina Texto: "Nestor Majno, el hombre que salvó a los bolcheviques" (Alexander Berkman)
- Nr. 24 (14 de septiembre de 1996) Cómics sobre la sociedad capitalista
- Nr. 25 (21 de septiembre de 1996) Stalin, retrato de un bolchevique (Cómic)
- Nr. 26 (28 de septiembre de 1996) Siete Domingos Rojos (Ramón J. Sender).
- Nr. 27 (5 de octubre de 1996) Entre campesinos (Errico Malatesta).
- Nr. 28 (12 de octubre de 1996) 500 años de genocidio y resistencia La resistencia indígena ante la conquista (Josefina Oliva de Coll)
- Nr. 29 (1996) De donde venimos... Informe: ¿Qué ha pasado en España? (Informe petras) James Petras).
- Nr. 30 (31 de octubre de 1996) Contra la TV El proyecto «modernizador»-globalizador se sustenta progresivamente en el vacío con la ayuda de los mass media (Ramón Femández Durán).
- Nr. 31 (16 de noviembre de 1996) Bakunin Biografía de un rebelde Texto: "Bakunin, el espíritu destructor" (George Woodcock)
- Nr. 32 (31 de enero de 1997) Desobediencia civil Texto: "Sobre el deber de la desobediencia civil" (Henry David Thoureau, 1848).
- Nr. 33 (11 de febrero de 1997) Escucha, pequeño hombrecito (Wilheim Reich).
- Nr. 34 (8 de marzo de 1997) Poesía de combate Textos de Berthold Brecht y dibujos de Gerd Arntz.
- Nr. 35 (15 de marzo de 1997) Irracionalismo New Age, metafísica de nuevo cuño. La Vieja New Age, el triunfo de lo irracional.
- Nr. 36 (21 de marzo de 1997) Innuit (Cómic de Lusmore)
- Nr. 37 (22 de marzo de 1997) Contra la salud Artículos: "Contra el diagnóstico" (IEscudero, Rossend Arqués y A.García Calvo), "Enfermedad, Política, Progreso" (Agustín García Calvo), "La teología de la medicina" (Thomas Szasz), "Médicos, medicina y medicinas: del sacerdocio al márqueting" (Joseph Canals y Oriol Romaní), "Matricidio y Estado Terapéutico" (Casilda Rodrigáiíez y Ana Cachaceiro), "Por una sanidad más humana y ecológica" (Enero Landaburu)
- Nr. 38 (1 de mayo de 1997) Historia de la CNT (Cómic)
- Nr. 39 (28 de marzo de 1997) Contra la psiquiatría Psiquiatría y antipsíquiatría
- Nr. 40 (29 de marzo de 1997) El crack de la economía real Textos: "El crack de la economía real" (J.Ángel Moreno Izquierdo), "Los amos de la Tierra" (Ricardo Petrella)
- Nr. 41 (5 de septiembre de 1997) La Anarquía ( Errico Malatesta)
- Nr. 42 (26 de septiembre de 1997) Franceses, un esfuerzo más... Textos del Marqués de Sade ("Franceses, un esfuerzo más si queréis ser republicanos", "Diálogo entre un sacerdote y un moribundo")
- Nr. 43 (1 de noviembre de 1997) La Idea Texto: "Arte y anarquismo" (André Reszler), Cómic de Frans Masereel
- Nr. 44 (1 de diciembre de 1997) Muerte accidental de un anarquista (Darío Fo)
- Nr. 45 (1 de enero de 1998) El maquis. La guerrilla antifranquista Texto: "Historia del Maquis" (Carlos J.Kaiser)
- Nr. 46 (1 de febrero de 1998) Cioran El ocaso del pensamiento Selección de aforismos de, y texto "Los continentes del insomnio: entrevista a E.M.Cioran"
- Nr. 47 (1 de marzo de 1998) Testimonio de un incontrolado de la Columna de Hierro
- Nr. 48 (1 de mayo de 1998) Mayo del 68 Mayo del 68, la primavera de París.
- Nr. 49 (1 de septiembre de 1998) Esquizofrenia Textos: "La gran mentira de la psiquiatría burguesa", "Esquizofrenia, Laing y Dictadura Social" (José Luis Giménez-Frontín, 1976.
- Nr. 50 (Octubre de 1998) Anarcofeminismo
- Nr. 51 (Enero de 1999) Anarquismo y Progreso Texto: "Progreso" (Eliseo Reclus, 1905)
- Nr. 52a (Marzo/Abri11999) Emma Goldman / Nietzsche Biografía de Emma Goldman y textos escogidos de Nietzsche
- Nr. 53 (Mayo/junio de 1999) Yugoslavia. Un paso decisivo en la escalada bélica neoimperialista Textos: "Yugoslavia: un paso decisivo en la escalada bélica neoimperialista", "Los musulmanes, los medios de comunicación y la maquinaciones de Sarajevo", "La imagen que engañó al mundo"
- Nr. 54 (Julio/Agosto/septiembre de 1999) Kosovo Textos: "La «fabricación» del conflicto de Kosovo", "La agenda oculta de occidente en los Balcanes", "A propósito de la intervención en Yugoslavia: una propuesta antiimperialista y libertaria"
- Nr. 55 (Octubre/noviembre de 1999) Turismo Penitenciario Texts: "El turismo pemitenciario franquista" (Eutirrúo Martín García), "El hombre en el tejado" (Cómic Carlos Giménez / Fernando Font), "El régimen penitenciario soviético"
- Nr. 56 (Diciembre de 1999/enero de 2000) Con la Iglesia hemos topado (Ensayos de Karlheinz Deschner)
- Nr. 57 (Febrew/marzo de 2000) En tiempo de elecciones
- Nr. 58 (Abril/mayo de 2000) Deserción y resistencia La lucha de los soldados americanos contra la guerra de Vietnam (1ª parte). Texto: "US Army Europe, De la deserción a la resistencia en los cuarteles o cómo funcionaba RITA" (Max Watts)
- Nr. 59 (Junio/julio de 2000) El sistema de los media Textos: "La información como arma", "El juego de la mentira"
- Nr. 60 (Septiembre/octubre de 2000) Contra la Paz Texto: "Dossier Contra la Paz" (Agustín García Calvo)
- Nr. 61 (Noviembreldiciembre de 2000) Casas Viejas Represión de una insurrección rural anarquista Textos: "Casas Viejas, represión de una insurrección rural anarquista", "Sin medias tintas: ¿Revolución Popular en Yugoslavia?"
- Nr. 62 (Abril/julio de 2001) Gladio, la espada de la contrainsurgencia Textos: "Gladio, la espada de la contrainsurgencia", "La Operación «Quantum»: la «Gladio» española"
- Nr. 63 (Septiembre/octubre de 2001) Expresión Directa (Recopilación de poemas y textos).
- Nr. 64 (Febrero/mayo de 2002) El Estado y la Mafia Textos: "La conexión Mafiosa: complicidades entre el crimen organizado y los estados «democráticos»", "La guerra de Afganistán: los medios de comunicación de masas, herramientas de propaganda"
- Nr. 65 (PrimaveraNerano 2003) Nazis en Wall Street Textos: "Las relaciones entre las multinacionales norteamericanas y el III Reich". "Guerra en Irak: Mentiras, hipocresía y fricciones geopolíticas

### Segunda época
Tras una pausa de una década, la muerte de uno de sus miembros en 2013 y la guerra de Siria provocarán la vuelta a la actividad editorial del colectivo Amor y Rabia, con la intención declarada de aprovechar las ventajas que ofrece la digitalización en el ámbito editorial: "Con el apoyo de las nuevas formas de investigación y comunicación basadas en la red algunos compañeros hemos visto la posibilidad de retomar aquella tarea aunque sea desde la distancia, ya que para lo que nos proponemos no es ningún obstáculo. El formato digital nos permite publicar más rápidamente, más barato, desde cualquier punto del mundo, utilizar generosamente las imágenes en color, llegar a muchísima más gente, y no obstante se mantiene la posibilidad de que cualquier persona pueda imprimirlo o distribuirlo en la forma y cantidad que estime conveniente".
Tras una etapa centrada en la difusión de diversas publicaciones en formato digital, difundidas de manera gratuita utilizando la plataforma Scribd, a comienzos de 2019 el Colectivo Editorial Amor y Rabia anunció que abandonaba "el campo de batalla digital" para centrarse en difundir publicaciones en formato impreso.
- Nr. 66 (10 de julio de 2013) Siria. Neoliberalismo, colonialismo y fundamentalismo contra un estado incómodo
- Nr. 67 (10 de marzo de 2017) El hombre que fue jueves (G. K. Chesterton)
- Nr. 68 (26 de marzo de 2017) Amor platónico. Historia sin palabras (Frans Masereel)
- Nr. 69 (8 de abril de 2017) Bakunin contra Marx. Diálogo imaginario entre Carlos Marx y Miguel Bakunin (Maurice Cranston)
- Nr. 70 (1 de noviembre de 2017) Contra el nacionalismo. Los reaccionarios orígenes del nacionalismo catalán y vasco
- Nr. 71 (23 de marzo de 2018) Contra el estigma de la prostitución. textos para un debate sobre el trabajo sexual
- Nr. 72a (28 de marzo de 2018) Introducción a 'El Capital' de Karl Marx. 1ª Parte - Cómic (Max / Mir)
- Nr. 72b (2 de julio de 2018) Introducción a 'El Capital' de Karl Marx. 2ª Parte - Textos. Bakunin, Cafiero, Most, Scaron, Rubel: El anarquismo y la difusión de la obra de Marx
- Nr. 73 (17 de julio de 2018) La gran revolución. Las raíces anarquistas de la Revolución Francesa
- Nr. 74 (31 de agosto de 2018) Contra el estado (Agustín García Calvo)
- Nr. 75 (19 de septiembre de 2019) Kropotkin y el apoyo mutuo. La naturaleza no es un campo de batalla
- Nr. 76 (21 de marzo de 2021) Kronstadt 1921 (Paul Avrich)
- Nr. 77 (9 de mayo de 2021) Contra la Realidad (Agustín García Calvo)
- Nr. 78 (30 de julio de 2021) Contra la corrección política (Caroline Fourest)
- Nr. 79 (20 de diciembre de 2021) Sanabria Libertaria. Anarquismo y cultura popular en una comarca de Zamora (Carlos Coca Durán)

### Otras publicaciones
ATEOLOGIA
Subtitulada "Revista racionalista enemiga de la metafísica", en el editorial del primer (y hasta ahora último número) se afirma: "nuestros esfuerzos se van a concentrar en desenmascarar (...) la religión (sea esta cual sea), así como las mentiras que los medios de comunicación difunden, haciéndola el juego".
- Nr. 1 (Enero 2000) La Iglesia en Timor

BOLETIN INFORMATIVO
Aparecida a finales de 2013, poco después de la aparición de un nuevo ejemplar de Amor y Rabia tras una pausa de una década, el Boletín está compuesto fundamentalmente por artículos de producción propia, y salvo el último número), ha sido editado únicamente en formato digital.
- Nr. 1 (21 de octubre de 2013) Farewell America
- Nr. 2 (4 de noviembre de 2013) La lucha armada al servicio del estado
- Nr. 3 (2 de diciembre de 2013) Albert Camus: Uno de los nuestros
- Nr. 4 (6 de abril de 2019) Gene Sharp: del anarquismo a las revoluciones de colores

PRISMA
Definida en el editorial del primer número como una "circular del Grupo Editorial Amor y Rabia, de periodicidad irregular", que "nace con la intención de combatir la propaganda del poder y ayudar así a cuestionar lo que desde arriba nos pretenden hacer creer", su contenido se basa fundamentalmente en "una selección y resumen de las informaciones más interesantes aparecidas en la red o en la prensa internacional". Salvo el último número), Prisma ha sido editado únicamente en formato digital.
- Nr. 1 (16 de abril de 2015) ¡Ya vale! La vuelta del imperialismo alemán
- Nr. 2 (23 de mayo de 2015) Ateísmo en el mundo islámico
- Nr. 3 (29 de agosto de 2015) ¿Islamismo al servicio de occidente?
- Nr. 4 (22 de julio de 2016) Apoyo mutuo en el mundo vegetal
- Nr. 5 (7 de junio de 2019) EEUU contra China: Guerra Fría 2.0